# Marcel Pourbaix

Pourbaix-Diagramm von Eisen

Marcel Pourbaix (* 16. September 1904 in Myschega, Russisches Kaiserreich; † 28. September 1998 in Uccle/Ukkel, Belgien) war ein belgischer Chemiker.
Seine berühmtesten Forschungsergebnisse zur Korrosion erzielte er an der Université Libre de Bruxelles. Sein größtes Verdienst war die Entdeckung des Potential-pH, besser bekannt als „Pourbaix-Diagramm“. Pourbaix Diagramme sind thermodynamische Übersichten, die unter Anwendung der Nernst-Gleichung entwickelt wurden. Sie veranschaulichen die Beziehungen zwischen möglichen Phasen eines Systems. Diese sind durch Linien abgegrenzt, die für die Reaktionen stehen, die die Phasenübergänge markieren. Sie können genauso wie ein Phasendiagramm gelesen werden.
1963 stellte Pourbaix den „Atlas of Electrochemical Equilibria“ zusammen, der die pH-Wert-Diagramme aller bis dahin bekannten Elemente beinhaltete. Pourbaix und seine Mitarbeiter begannen die Arbeit in den frühen 50er Jahren vorzubereiten.
Marcel Pourbaix war nicht nur Wissenschaftler, sondern auch ein begabter Pianist. Er starb am 28. September 1998 im Alter von 94 Jahren in Brüssel in seinem Familienhaus.

## Veröffentlichungen
- Atlas of electrochemical equilibria in aqueous solutions. National Association of Corrosion Engineers. Houston 1966.
- Lectures of Electrochemical Corrosion.
- Atlas of Chemical and Electrochemical Equilibra in the Presence of a Gaseous Phase.

## Auszeichnungen (Auswahl)
1969 erhielt Pourbaix den Willis-Rodney-Whitney-Preis der NACE und 1975 die Palladium-Medaille der Electrochemical Society. Ebenfalls 1975 wurde er mit der Cavallaro-Medaille der European Federation of Corrosion (EFC) ausgezeichnet. Der International Corrosion Council (ICC) verleiht seit 1995 den Marcel Pourbaix Award, der in diesem Jahr auch an Pourbaix selbst vergeben wurde.